# Dada 5000
Dhafir Harris, mais conhecido por Dada 5000 (Miami, 4 de agosto de 1977), é um lutador de artes marciais mistas estadunidense.
Dada é conhecido por liderar uma liga de luta underground, na qual os videos postados na internet tem milhares de visualizações. Em 2015, o cineasta Billy Corben lançou o documentário Dawg Fight, que mostra os bastidores desta liga. e que traz Dada como personagem principal. Este documentário ficou bastante conhecido nos EUA, tornando-se um dos mais vistos da história da Netflix.

## Biografia
Dada foi segurança particular e sparring de Kimbo Slice, quando este procurava briga nas ruas de Miami. Assim, seu nome passou a ficar conhecido na periferia de Miami. Após os videos destas "brigas" pararem na internet, Kimbo ganhou uma fama que ultrapassou todos os condados dos EUA.
Num dos treinamentos de Kimbo, Dada, como sparring, o surrou. E surraria mais vezes depois da primeira vez. Tentando a fama, Dada pedia as fitas destas lutas, mas o staff de Kimbo nunca as liberava. Assim, os 2 se tornaram desafetos.
Após este episódio, Dada se tornou um dos principais organizadores das brigas de rua, chamada por alguns de “rinhas humanas”. Entre os participantes estão desde lutadores aposentados até viciados em drogas, todos em busca de uma renda extra e de respeito dentro da comunidade. Para promover estes eventos, Dada montou um ringue no quintal da casa da mãe, e criou uma empresa informal chamada "Battle Ground Extreme Fight Corporated."
Assim como Kimbo, em 2010 Dada passou a participar de eventos profissionais de MMA.

### Carreira no MMA
A primeira luta de Dada em eventos profissionais ocorreu em 2010, quando venceu Cedric James por nocaute. Um ano mais tarde, ele voltaria ao cage para enfrentar Tim Papp. venceu novamente por nocaute.

#### Bellator 149— Luta contraKimbo Slice
O Bellator 149 apostou na rixa entre Kimbo Slice e Dada 5000 como o "co-main event".
Na pesagem do evento, ocorrida no dia anterior, os dois se estranharam, e para evitar problemas, a organização não promoveu a tradicional encarada entre eles.
O duelo entre os dois pesos-pesados, apesar de ambos mostrarem total falta de preparo físico para um evento deste porte, foi até o terceiro round, e acabou com Dada, exausto, caindo no cage sem sequer levar algum golpe contundente que justificasse tal movimento. O árbitro "Big" John McCarthy decretou vitória de Kimbo por nocaute.
A luta deles recebeu inúmeras críticas, a maioria delas por conta a falta de preparo físico, de técnica e de ação de ambos. Muitos sites definiram o combate como "constrangedor".
A derrota trouxe sérias consequências para Dada, que teve de ser retirado de maca do cage. Ainda na arena, ele recebeu oxigênio, e foi encaminhado diretamente para o hospital. Segundo o site "Bleacher Report", Harris teria sofrido uma parada cardíaca.
Em Maio o Departamento de Licenciamento e Regulamentação do Texas cassou a vitória de Kimbo Slice sobre Dada 5000 após este ser flagrado com anabolizantes e alto nível de testosterona no exame antidoping.

#### Estilo de Luta
Por ser um brigador de rua, Dada tem algum boxe desenvolvido e muita força bruta.

#### Cartel no MMA
| Cartel no MMA   |            |           |
| 2 lutas         | 2 vitórias | 0 derrota |
| Por nocaute     | 2          | 0         |
| Por finalização | 0          | 0         |
| Por decisão     | 0          | 0         |
| Empates         | 0          | 0         |

| Res.    | Cartel | Oponente     | Método                  | Evento                                | Data       | Round | Tempo | Local                                                   | Notas |
| ------- | ------ | ------------ | ----------------------- | ------------------------------------- | ---------- | ----- | ----- | ------------------------------------------------------- | ----- |
| NC      | 2-0-1  | Kimbo Slice  |                         | Bellator 149                          | 19/02/2016 | 3     | 1:32  | Toyota Center, Houston, Texas                           |       |
| Vitória | 2-0-0  | Tim Papp     | Nocaute Técnico (socos) | MFA - New Generation 4                | 12/02/2011 | 1     | 0:50  | U.S Century Bank Arena, Miami, Florida                  |       |
| Vitória | 1-0-0  | Cedric James | Nocaute (socos)         | Action Fight League - Rock-N-Rumble 2 | 05/03/2010 | 1     | 2:34  | Seminole Hard Rock Hotel and Casino, Hollywood, Florida |       |